# Affenpinscher
Der Affenpinscher ist eine von der FCI anerkannte Hunderasse aus Deutschland (FCI-Gruppe 2, Sektion 1.1, Standard-Nr. 186).

## Herkunft und Geschichte
Der Affenpinscher ist eine der ältesten, fast unverändert erhaltenen Hunderassen Deutschlands. Er wurde ursprünglich als Rattler für die Ratten- und Mäusejagd gezüchtet. Frühe Darstellungen, zum Beispiel von Albrecht Dürer, zeigen ein deutlich ähnliches Aussehen zu dem heute bekannten Affenpinscher. Es gab den Affenpinscher früher in vielen Farben und Schattierungen, von hellem Gelb über rötliche oder graue Töne bis zu Blaugrau und Schwarz.

## Beschreibung
Der Affenpinscher zählt zur Familie der Pinscher und Schnauzer. Er und der Zwergpinscher sind die kleinsten Vertreter dieser Rassefamilie. Von den anderen Pinschern unterscheidet er sich unter anderem durch sein raues Fell, den verkürzten Fang und den Vorbiss. Der Nasenrücken muss gerade sein. Bei geschlossenem Fang dürfen die Zähne nicht sichtbar sein. Der Name Affenpinscher stammt angeblich von dem affenartigen Gesichtsausdruck. Diese Hunde sind 25 bis 30 cm groß bei einem Gewicht von 4 bis 6 kg. Das Fell ist laut Standard immer schwarz mit schwarzer Unterwolle. Ein brauner oder grauer Anflug ist unerwünscht.

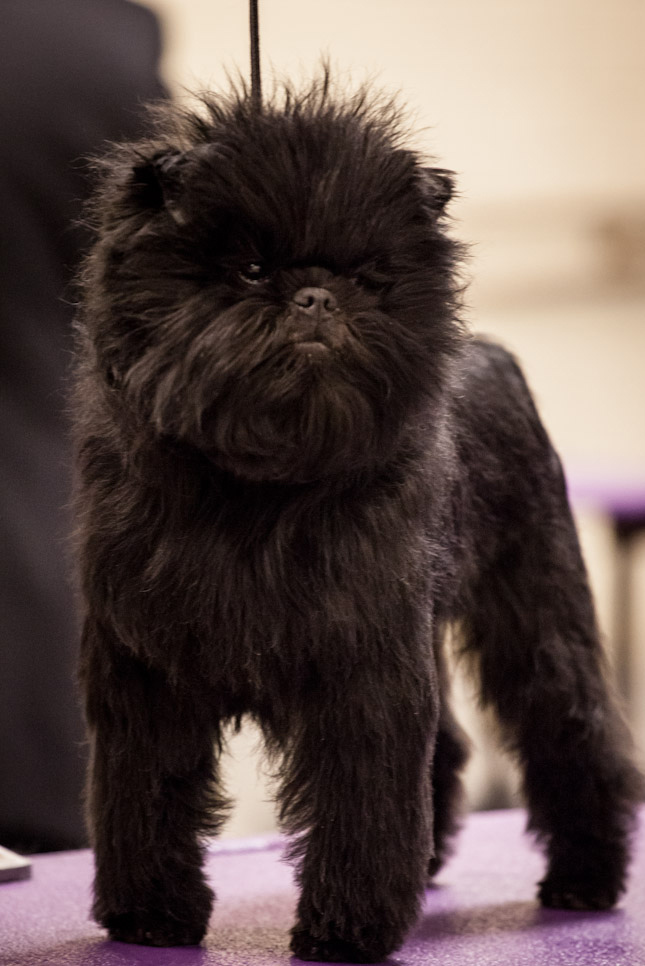
Affenpinscher

## Wesen
Dieser Begleit- und Haushund gilt als lebhaft, unerschrocken und anpassungsfähig. Er ist ein treuer Familienhund, gilt als sehr verspielt und gut verträglich mit Kindern, was nicht zuletzt seine enorme Anhänglichkeit zeigt. Ausdauer und Ungezwungenheit sind Markenzeichen dieser Rasse. Affenpinscher vertragen sich in der Regel gut mit anderen Hunden.

## Zucht
Weltweit wird der Affenpinscher nach drei leicht unterschiedlichen Rassestandards (FCI, KC, AKC) gezüchtet. In Deutschland ist der Pinscher-Schnauzer-Klub 1895  vom Verband für das Deutsche Hundewesen als Rassezuchtverband anerkannt und somit, weil Deutschland der Ursprung der Rasse ist, für den FCI-Standard der Rasse verantwortlich. Die Würfe sind meist klein, wobei aber durchaus Ausnahmen vorkommen. Gewöhnlich werden zwischen zwei und vier Welpen pro Wurf geboren. Mit 33 Welpen, die im Jahr 2017 im Verband für das Deutsche Hundewesen geworfen wurden (19 im Jahr 2016), gehört der Affenpinscher zu den seltenen Rassen.

## Situation in den Niederlanden
In den Niederlanden ist die Zucht von kurznasigen Hunden aller Rassen, einschließlich der Mischlinge, grundsätzlich verboten, soweit deren Nasenlänge nicht mindestens ein Drittel der Kopflänge beträgt.
In einer Mitteilung des Ministeriums LNV (Ministerium für Landwirtschaft, Natur und Lebensmittelqualität) wurde bekanntgegeben, dass ab sofort begonnen wird, anhand von Kontrollen dieses Gesetz durchzusetzen. im Fokus stehen insbesondere wegen möglichem Atemwegssyndrom (BOAS) alle brachycephalen Rassen.